# Zadnia Polana

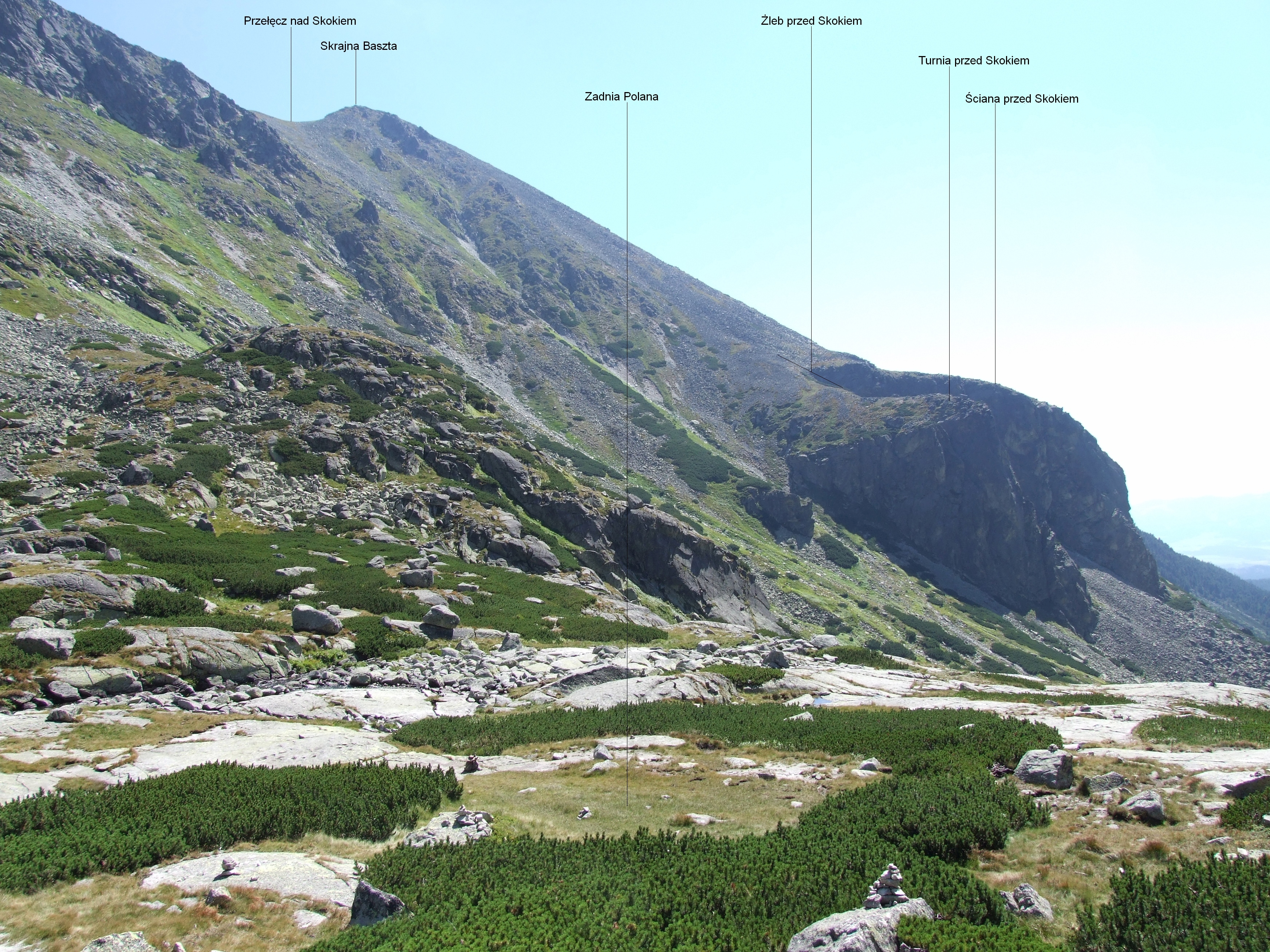

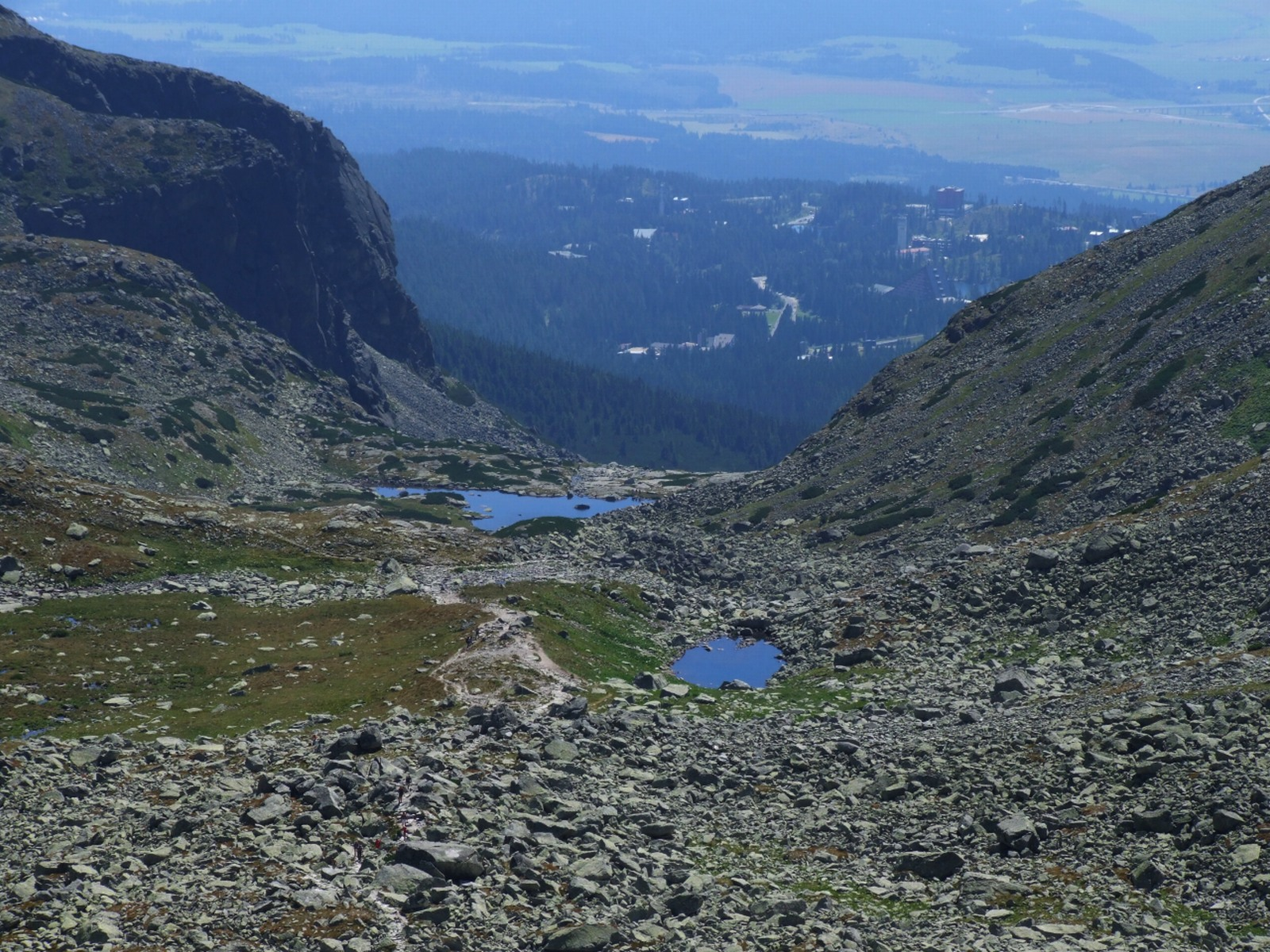
Dolna część Zadniej Polany z widokiem na Szczyrbskie Jezioro

Zadnia Polana (słow. Zadná poľana) – położony na wysokości ok. 1820–1850 m n.p.m. pochyły taras w środkowej części Doliny Młynickiej w Tatrach Wysokich. Ciągnie się od Stawu nad Skokiem po próg, nad którym znajduje się Capi Staw. Jest to dobrze wykształcony żłób lodowcowy o dnie zawalonym dużymi głazami, miejscami porośnięty niską murawą. Od wschodniej strony ograniczony jest zboczami Grani Baszt, od zachodniej Granią Soliska. Znajduje się tutaj kilka jezior: Staw nad Skokiem, Kozie Stawy (Niżni i Mały) oraz Wołowe Stawki (Niżni i Wyżni). Dnem spływa niewielki strumyk zasilający Staw nad Skokiem; w górnej części tylko okresowo po większych opadach.
25 czerwca 1979 r. w okolicy progu zamykającego od góry Zadnią Polanę miała miejsce najtragiczniejsza z wszystkich dotychczasowych akcji ratowniczych w Tatrach katastrofa: spadł na ziemię i eksplodował helikopter z dziewięcioma ratownikami, którzy lecieli nim na pomoc lekko rannej turystce niemieckiej. Siedmioro z nich zginęło.

## Szlaki turystyczne
– żółty szlak ze Szczyrbskiego Jeziora dnem Doliny Młynickiej obok wodospadu Skok i przez Bystrą Ławkę do Doliny Furkotnej. Przejście szlakiem przez przełęcz jest dozwolone w obie strony, jednak zalecany jest kierunek z Doliny Młynickiej do Furkotnej w celu uniknięcia zatorów na łańcuchach.
- Czas przejścia ze Szczyrbskiego Jeziora do Capiego Stawu: 2:30 h, ↓ 2 h
- Czas przejścia od Capiego Stawu na Bystrą Ławkę: 0:40 h, ↓ 0:30 h.